# Бирнбойм, Натан
Натан Бирнбойм (ивр. נתן בירנבוים‎; род. 27 ноября 1950, Тель-Авив) — израильский шахматист, международный мастер (1978). Математик.
В составе сборной Израиля участник 5 Олимпиад (1976—1984) и 2 командных чемпионатов Европы (1980 и 1989).

## Изменения рейтинга
| Графики недоступны из-за технических проблем. См. информацию на Фабрикаторе и на mediawiki.org. |